# Gesellschaft Minderheiten in der Schweiz
Die Gesellschaft Minderheiten in der Schweiz (GMS) ist eine 1983 gegründete Schweizer Gesellschaft mit Geschäftssitz in Zürich. Stifter und Gründer der Gesellschaft war der Zürcher Rechtsanwalt Sigi Feigel, Mitgründer war Alfred A. Häsler.

## Stiftungsziel
Die Gesellschaft unterstützt sprachliche und kulturelle Minderheiten in der Schweiz in ihren Bestrebungen, ihre historische Eigenart zu erhalten und zu entwickeln sowie die Zusammenarbeit der Minderheiten untereinander zu fördern. Sie will das Verständnis der Bevölkerung für die Wichtigkeit solcher Minderheiten im pluralistischen, freiheitlichen Rechtsstaat erhalten und fördern und jegliche Diskriminierung bekämpfen.

## Tätigkeitsfelder
Die Gesellschaft arbeitet mit der Stiftung gegen Rassismus und Antisemitismus GRA und der Stiftung Erziehung zur Toleranz SET zusammen.

## Projekte
Zu den Projekten gehören u. a. die Themenbereiche Gräberfelder für Muslime, Minarette und Standplätze für Fahrende.

## Fischhof-Preis
Gemeinsam mit der Stiftung gegen Rassismus und Antisemitismus verleiht die GMS alle zwei Jahre den Nanny und Erich Fischhof-Preis an Persönlichkeiten oder Institutionen, die sich bei der Bekämpfung von Rassismus und Antisemitismus in der Schweiz verdient gemacht haben.